# Te quiero (chanson)
Pour les articles homonymes, voir Te quiero.
Singles de Stromae
Alors on danse
(2010) House'llelujah
(2010)
Te quiero (Je t'aime) est une chanson du chanteur belge Stromae issue de son premier album studio, Cheese. Sorti en format promotionnel en mai 2010, le titre sort le 7 juin 2010 en tant que second single de l'album.

## Clip vidéo
Le clip a été tourné dans le nord de Bruxelles (Belgique) en 2010 et dure 3 min 34 s.

## Classement hebdomadaire
| Classement (2010)                       | Meilleure position |
| --------------------------------------- | ------------------ |
| Belgique (Flandre Ultratop 50 Singles)  | 17                 |
| Belgique (Wallonie Ultratop 50 Singles) | 4                  |
| France (SNEP Téléchargement)            | 28                 |
| Pays-Bas (Single Top 100)               | 70                 |
| Suisse (Schweizer Hitparade)            | 62                 |

### Certifications
| Pays           | Certification | Ventes                  |
| -------------- | ------------- | ----------------------- |
| Belgique (BEA) | Or            | 15 000[réf. nécessaire] |